# Doug Hemphill
Pour les articles homonymes, voir Hemphill.
Douglas "Doug" Hemphill est un ingénieur du son américain né en 1955 au Texas,.

## Biographie
Originaire du Texas, où ses parents étaient fermiers, Doug Hemphill fait des études en cinéma à l'université du Sud de la Californie. Son premier travail en tant que mixeur est pour Willie Nelson, sur la chanson Red Headed Stranger, car celui-ci était alors impliqué dans Farm Aid. Son premier travail pour le cinéma sera pour un réalisateur alors en devenir, sur Apocalypse Now de Francis Ford Coppola.
Il a été recruté début 2016 par la compagnie de post-production Formosa Group,.
Il fait partie des enseignants du département "Entertainment Management" de l'Université du Montana.

## Filmographie (sélection)
- 1979 : Apocalypse Now de Francis Ford Coppola
- 1983 : Rusty James (Rumble Fish) de Francis Ford Coppola
- 1984 : Body Double de Brian De Palma
- 1986 : Star Trek 4 : Retour sur Terre (Star Trek IV: The Voyage Home) de Leonard Nimoy
- 1986 : Red Headed Stranger (en) de William D. Wittliff
- 1987 : Trois Hommes et un bébé (3 Men and a Baby) de Leonard Nimoy
- 1989 : Susie et les Baker Boys (The Fabulous Baker Boys) de Steven Kloves
- 1989 : Star Trek 5 : L'Ultime Frontière (Star Trek V: The Final Frontier) de William Shatner
- 1990 : Young Guns 2 de Geoff Murphy
- 1990 : RoboCop 2 d'Irvin Kershner
- 1990 : Dick Tracy de Warren Beatty
- 1991 : Doc Hollywood de Michael Caton-Jones
- 1991 : L'embrouille est dans le sac (Oscar) de John Landis
- 1992 : Le Temps d'un week-end (Scent of a Woman) de Martin Brest
- 1992 : Innocent Blood de John Landis
- 1992 : Le Dernier des Mohicans (The Last of the Mohicans) de Michael Mann
- 1993 : Geronimo (Geronimo, An American Legend) de Walter Hill
- 1993 : L'Affaire Karen McCoy (The Real McCoy) de Russell Mulcahy
- 1993 : La Firme (The Firm) de Sydney Pollack
- 1993 : Last Action Hero de John McTiernan
- 1994 : Ludwig van B. (Immortal Beloved) de Bernard Rose
- 1995 : Heat de Michael Mann
- 1996 : Jerry Maguire de Cameron Crowe
- 1996 : Au revoir à jamais (The Long Kiss Goodnight) de Renny Harlin
- 1996 : Diabolique de Jeremiah S. Chechik
- 1996 : Broken Arrow de John Woo
- 1997 : Bienvenue à Gattaca (Gattaca) d'Andrew Niccol
- 1997 : Air Force One de Wolfgang Petersen
- 1997 : Menteur, menteur (Liar Liar) de Tom Shadyac
- 1999 : Stuart Little de Rob Minkoff
- 1999 : Révélations (The Insider) de Michael Mann
- 2000 : Presque célèbre (Almost Famous) de Cameron Crowe
- 2001 : Vanilla Sky de Cameron Crowe
- 2001 : Hannibal de Ridley Scott
- 2002 : L'Âge de glace (Ice Age) de Chris Wedge et Carlos Saldanha
- 2003 : Master and Commander : De l'autre côté du monde (Master and Commander: The Far Side of the World) de Peter Weir
- 2003 : La Ligue des gentlemen extraordinaires (The League of Extraordinary Gentlemen) de Stephen Norrington
- 2003 : X-Men 2 de Bryan Singer
- 2003 : Daredevil de Mark Steven Johnson
- 2009 : Sherlock Holmes de Guy Ritchie
- 2004 : Le Vol du Phœnix (Flight of the Phoenix) de John Moore
- 2004 : I, Robot d'Alex Proyas
- 2004 : Le Jour d'après (The Day After Tomorrow) de Roland Emmerich
- 2005 : Lord of War d'Andrew Niccol
- 2005 : Walk the Line de James Mangold
- 2005 : Les Quatre Fantastiques (Fantastic Four) de Tim Story
- 2005 : La Guerre des mondes (War of the Worlds) de Steven Spielberg
- 2005 : Kingdom of Heaven de Ridley Scott
- 2006 : Superman Returns de Bryan Singer
- 2006 : X-Men : L'Affrontement final (X-Men: The Last Stand) de Brett Ratner
- 2007 : L'Assassinat de Jesse James par le lâche Robert Ford (The Assassination of Jesse James by the Coward Robert Ford) d'Andrew Dominik
- 2007 : Hairspray d'Adam Shankman
- 2007 : Blade Runner de Ridley Scott (réédition 2007)
- 2008 : The Dark Knight : Le Chevalier noir (The Dark Knight) de Christopher Nolan
- 2009 : Fame de Kevin Tancharoen
- 2009 : Terminator Renaissance (Terminator Salvation) de McG
- 2011 : La Planète des singes : Les Origines (Rise of the Planet of the Apes) de Rupert Wyatt
- 2011 : Monsieur Popper et ses pingouins (Mr. Popper's Penguins) de Mark Waters
- 2011 : X-Men : Le Commencement (X-Men: First Class) de Matthew Vaughn
- 2012 : Hitchcock de Sacha Gervasi
- 2012 : L'Odyssée de Pi (Life of Pi) d'Ang Lee
- 2013 : Die Hard : Belle journée pour mourir (A Good Day to Die Hard) de John Moore
- 2014 : X-Men: Days of Future Past de Bryan Singer
- 2015 : Hacker (Blackhat) de Michael Mann
- 2021 : Dune de Denis Villeneuve
- 2021 : The Harder They Fall de Jeymes Samuel
- 2024 : Dune, deuxième partie de Denis Villeneuve

## Distinctions

### Récompenses
- Oscar du meilleur mixage de son
  - en 1993 pour Le Dernier des Mohicans
  - en 2022 pour Dune
  - en 2025 pour Dune, deuxième partie

- British Academy Film Award du meilleur son
  - en 1991 pour Susie et les Baker Boys
  - en 2001 pour Presque célèbre
  - en 2004 pour Master and Commander : De l'autre côté du monde
  - en 2006 pour Walk the Line
  - en 2022 pour Dune

- Cinema Audio Society Awards
  - en 2004 pour Master and Commander : De l'autre côté du monde
  - en 2006 pour Walk the Line

### Nominations
- Oscar du meilleur mixage de son
  - en 1991 pour Dick Tracy
  - en 1994 pour Geronimo
  - en 1998 pour Air Force One
  - en 2000 pour Révélations
  - en 2004 pour Master and Commander : De l'autre côté du monde
  - en 2006 pour Walk the Line
  - en 2013 pour L'Odyssée de Pi

- British Academy Film Award du meilleur son
  - en 1991 pour Dick Tracy
  - en 1993 pour Le Dernier des Mohicans
  - en 2013 pour L'Odyssée de Pi

- Cinema Audio Society Awards
  - en 1998 pour Air Force One